# Galeiceps
Galeiceps ist eine Gattung der Spulwürmer mit vier Arten. Sie sind Parasiten bei halbaquatisch lebenden Raubtieren, gelegentlich treten sie bei Insektenfressern und Affen auf.

## Merkmale
Galeiceps sind Anisakiden die, im Gegensatz zu Duplicaecum, nur einen geraden Magenanhang aufweisen. Die Region hinter den drei Lippen zeigt eine kragenartige Kutikula-Falte, das Gebiet zwischen dieser und der Lippenbasis ist mit kleinen Stacheln besetzt. Die innere Lippenoberfläche trägt jeweils ein Paar konischer Zähne. Zwischenlippen (Interlabia) fehlen. Die beiden Spicula sind gleich lang.

## Systematik
Hodda (2022) ordnet die Gattung in die Tribus Contracaecini, Untertribus Contracaecinii ein. Die vier Arten sind:
- Galeiceps cucullus Linstow, 1899
- Galeiceps longispiculum (Freitas & Lent, 1941)
- Galeiceps simiae Mosgovoy, 1951
- Galeiceps spinicollis (Baylis, 1923)

Synonym der Gattung ist Cloeoascaris Baylis.